# 阿卡特南戈火山

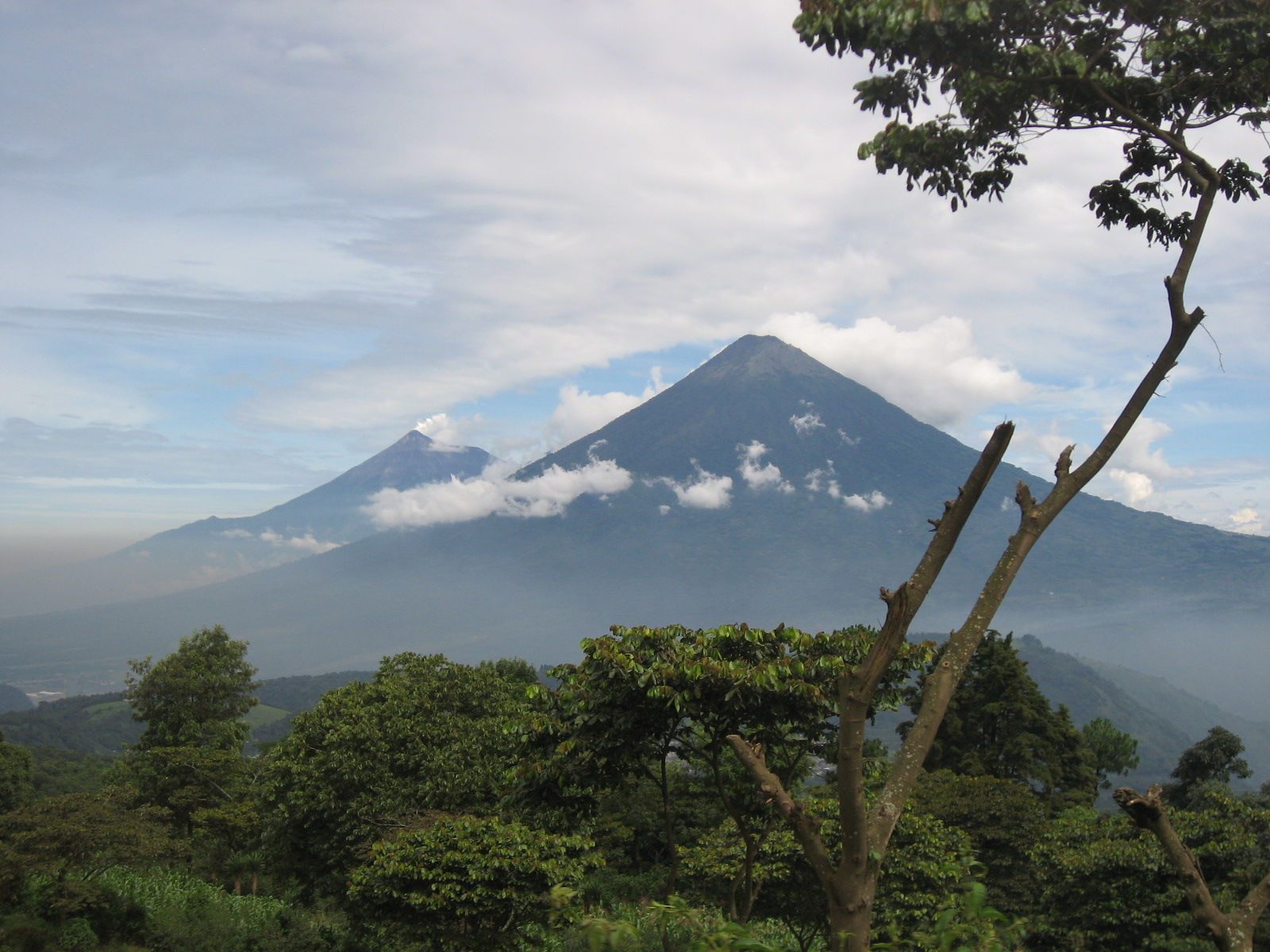

阿卡特南戈火山是危地馬拉的一座复式火山，位於該國南部，毗鄰安地瓜，屬於中美洲火山弧的一部分，山體在20萬年前左右形成，最近一次火山噴發在1972年發生。这座火山有两个山峰，Pico Mayor（主峰，3976米）和也被称作三姐妹的Yepocapa峰（3880米）。阿卡特南戈火山与富埃戈火山（西班牙語：Volcán de Fuego）这个火山综合体也被称为“La Horqueta”。

## 描述
富埃戈-阿卡特南戈地块包括一条沿着南北走向的五条或更多的火山口，与危地马拉的中美洲火山弧垂直。从北到南，已知的火山活动中心是古阿卡特南戈、Yepocapa、Pico Mayor、梅赛塔火山和富埃戈火山。火山活动中心沿着这个趋势爆发延续了20多万年。虽然许多中心已经同时活跃，但延着从北到南，这个一般序列越来越年轻的火山活动。
这个庞大的火山复合塔高处南边的太平洋沿海平原3500米以上，高出北部的危地马拉高地2000多米。火山复合体包括多个喷发中心的残余物，它们周期性地爆发形成了巨大的废墟崩塌。其中最大的崩塌距离其源头超过50公里，覆盖了300多平方公里。

## 爆发历史
阿卡特南戈火山的仅有的爆发历史记录发生在20世纪，在1924年到1927年间，自主峰（Pico Mayor）北侧，并在1972年12月在Yepocap峰和主峰之间的鞍区再次爆发。这些潜水爆发产生的弹道火山弹落在喷火口附近，精细的火山灰可飘到25公里远的地方。
在史前时期，阿卡特南戈火山的爆发形成广泛的坠落沉积、热火山碎屑流和熔岩流。过去8万年来，沿地块的通风口发生了大量爆发。最近的爆发事件发生在1900年前（Pico Mayor）、2300年前（Pico Mayor）和约5000年前（Yepocapa）。如果这样的爆发再次发生，许多人和昂贵的基础设施将面临风险。

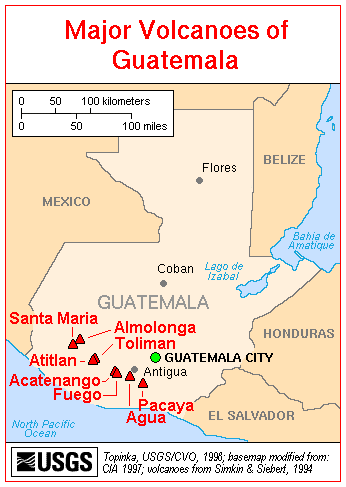
瓜地馬拉的大型火山

## 火山危害
阿卡特南戈火山有潜力产生可以淹没太平洋沿岸平原大面积的巨大山崩。在火山周围的地区和沿海平原的下坡地区，有超过十万人潜在地受到这些和其它泛滥的威胁。

## 火山攀登
对于抵达危地马拉安提瓜的游客，攀登阿卡特南戈火山和其邻近的富埃戈火山（西班牙語：Volcán de Fuego，火火山）是一场不可抗拒的冒险。攀登活跃的富埃戈火山是危險的，不過可以登上阿卡特南戈火山的顶峰在安全距离观看富埃戈火山的爆发。这是有着陡坡与松散的火山岩的一个艰难的攀登，海拔高度也是一些挑战。有不同的选择，从安提瓜1天或2天的旅行。在攀登中收获更多，最好是在火山上过夜，这才可能会在夜间看到富埃戈火山的爆发，最令人印象深刻。2017年1月六名游客因低溫症死于阿卡特南戈火山。